# Vampires Everywhere!
Vampires Everywhere! es una banda estadounidense de post-hardcore de Los Ángeles, conocida por su EP de 2010 Lost in the Shadows. Actualmente, los discos del grupo son producidos por los sellos discográficos Century Media y Hollywood Waste Records. 
El conjunto se encuentra conformado por Michael "Vampire" Orlando (vocales), Aaron "Graves" Martin (guitarra rítmica), DJ "Black" Blackard (guitarra), Adam Vex (bajo) y J.J. Gun (batería). 
El estilo musical de la banda es descrito como metalcore, hardcore melódico, post-hardcore y últimamente como metal industrial.

## Historia

### Formación del grupo yLost in the Shadows EP(2009 - 2010)
Vampires Everywhere! fue fundada en Los Ángeles, California en 2009 por el vocalista Michael "Vampire" Orlando. El nombre de la banda proviene de la película de 1987, The Lost Boys. Vampires Everywhere! era el nombre del libro de historietas sobre cómo matar a los vampiros en el cine.
El 9 de febrero de 2010, Vampires Everywhere! lanzó su EP debut, titulado Lost in the Shadows. El primer sencillo y video musical titulado "Immortal Love" fue lanzado exclusivamente en el sitio web de PureVolume el 18 de enero de 2010. Junto con el director Scott Hanson, quien trabajó junto con A Day to Remember, Carnifex, A Skylit Drive y Alesana, Vampires Everywhere! produjo el video musical de su canción "Immortal Love" que se presentó en MTV 2 (Headbangers Ball), Heavy Rotation y Fuse On Demand. Posteriormente, su sencillo "Undead Heart", fue lanzado el 29 de noviembre de 2010.
El grupo ha realizado giras a través de los Estados Unidos y Canadá varias veces con grupos como Escape The Fate, Brokencyde, Black Veil Brides, Eyes Set to Kill, Get Scared, Dr. Acula, Aiden, Alesana, Honor Bright, Our Last Night, Polkadot Cadaver y Modern Escape Day, y compartieron escenario con X Japan y Murderdolls como banda de soporte. El grupo se presentó en el South by Southwest 2010 con D.R.U.G.S, VersaEmerge, Black Veil Brides y Brokencyde en Austin, Texas.

### Kiss the Sun Goodbye(2011 - 2012)
El álbum debut del grupo titulado Kiss the Sun Goodbye fue lanzado el 17 de mayo de 2011 en Estados Unidos y fue lanzado en todo el mundo a través del sello Hollywood Waste Records. Wil Francis (Aiden, William Control) fue el cantante invitado en la canción "Bleeding Rain". La versión deluxe del álbum incluye tres bonus tracks. 
Su segundo vídeo musical fue dirigido por Fred Archambault quien trabajó con Avenged Sevenfold y Deftones. Los fanes del género post-hardcore votaron negativamente al álbum en el sitio web de Sputnikmusic. El álbum clasificó en el puesto 19 en el Billboard Albums Top Hard Rock y en el puesto 43 en el Top Independent Albums de Billboard.
Poco después, Alex Rouge y David Darko dejaron la banda para formar su propio grupo llamado The Automatic Me . En agosto de 2011, Vampires Everywhere! tocó en el Sunset Strip Music Festival y la banda presentó un cover de la canción "Teenage Dream" de la cantante pop Katy Perry. En el otoño de 2011 tocaron en el "Something Wicked This Way Comes Tour" con Wednesday 13, Polkadot Cadaver y Nightmare Sonata. En diciembre de 2011, el grupo anunció que lanzaría un nuevo álbum en algún momento de 2012.

### Hellbound y Heartless(2012 - presente)
El segundo álbum de estudio, titulado Hellbound y Heartless fue lanzado el 19 de junio de 2012, presentando un cambio radical de su estilo post-hardcore al estilo de música de metal industrial con sus típicas voces distorsionadas. En una entrevista en el estudio, durante la grabación de este álbum, Michael Vampire afirmó que estaba más satisfecho con este álbum que con su primer álbum de estudio. Esto debido a que el productor de su primer álbum de estudio Kiss The Sun Goodbye, los había presionado bastante hacía su propia visión del álbum, factor que limito las ideas de Michael acerca del concepto de álbum. En esta ocasión, había sido diferente pues había logrado plasmar muchas ideas que había querido expresar desde su primer material.
El 25 de abril de 2012, el bajista Philip Kross anunció a través de Twitter que dejaría el grupo para continuar con un proyecto musical. Desde ese momento, Vampires Everywhere! sumó al bajista Adam Vex como su reemplazo.

## Discografía

### Álbumes de estudio
| Año  | Álbum                                                                                       |
| ---- | ------------------------------------------------------------------------------------------- |
| 2011 | Kiss the Sun Goodbye - Lanzamiento: 17 de mayo de 2011 - Sello: Hollywood Waste Records     |
| 2012 | Hellbound and Heartless - Lanzamiento: 19 de junio de 2012 - Sello: Hollywood Waste Records |

### EP
| Año  | Álbum                                                                        |
| ---- | ---------------------------------------------------------------------------- |
| 2010 | Lost in the Shadows - Lanzamiento: 1 de junio de 2010 - Sello: Century Media |

### Sencillos
| Año  | Título           | Álbum                   |
| ---- | ---------------- | ----------------------- |
| 2010 | "Immortal Love"  | Kiss The Sun Goodbye    |
| 2011 | "Undead Heart"   | Kiss The Sun Goodbye    |
| 2012 | "Drug Of Choice" | Hellbound and Heartless |

## Miembros
Miembros actuales
- Michael "Vampire" Orlando - vocales (2009 - presente)
- Aaron "Graves" Martin - guitarra rítmica (2009 - presente)
- DJ "Black" Blackard - guitarra líder (2011 - presente)
- Adam Vex - bajo (2012 - presente)
- J.J. Gun - batería (2012 - presente)

Miembros anteriores
- Alexander "Rogue" Hernández - bajo (2009 - 2011)
- Charles Philip "Kross" Anthony - bajo (2011–2012); guitarra (2010-2011)
- Zak "Night" Dunn - guitarra líder (2009–2010)
- Jason "Jay Killa" Shaffer - teclados (2009-2010)
- David "Darko" Hernández - batería (2009–2011)

### Cronología
|                 |      |                      |                         |
|                 |      | Kiss The Sun Goodbye | Hellbound and Heartless |
| 2009            | 2010 | 2011                 | 2012                    |
| Michael Orlando |      |                      |                         |
| DJ Blackard     |      |                      |                         |
| J.J. Gun        |      |                      |                         |
| Adam Vex        |      |                      |                         |
| Aaron Martin    |      |                      |                         |

|  | Álbum editado |  | Voz |  | Guitarra principal/líder |

|  | Batería |  | Bajo |  | Segunda guitarra |